# Stygarctus spinifer
Stygarctus spinifer är en djurart som tillhör fylumet trögkrypare, och som beskrevs av Hiruta 1985. Stygarctus spinifer ingår i släktet Stygarctus och familjen Stygarctidae. Inga underarter finns listade i Catalogue of Life.